# همزه (سوره)
سورهٔ هُمَزَه (به عربی: الهمزة) صد و چهارمین سورهٔ قرآن است و ۹ آیه و ۳۳ کلمه دارد. کلمه همزه در زبان فارسی به معنی «طعنه‌زن» است. این سوره مکی دانسته شده‌است. سورهٔ همزه در جزء سی‌ام قرآن قرار دارد و بر اساس ترتیب نزول که توسط محمدهادی معرفت مشخص شده، سی و دومین سورهٔ نازل‌شده بر پیامبر اسلام است که پیش از مرسلات و پس از قیامت در مکه و پیش از هجرت محمد نازل شده‌است. این سوره از مفصلات است که در برخی از روایات از سوره‌های مفصلات با عنوان ریاض القرآن یاد می‌شود؛ سوره‌های مفصلات به سوره‌های کوتاه گفته می‌شود که در انتهای قرآن قرار دارند.
یکی از نظرات دربارهٔ شأن نزول این سوره، پشت سر پیامبر اسلام تهمت و طعنه می‌زدند و از نظرات دیگر این است که پیامبر اسلام را مسخره می‌کردند. از دیگر نظرات دربارهٔ شأن نزول این سوره، با توجه به اینکه این سوره در مکه نازل شده‌است، برای تذکر به کسانی است که از مردم عیب‌جویی می‌کنند و آنها را مسخره می‌کنند، تهمت می‌زنند و ثروت جمع می‌کنند. همچنین در روح‌المعانی نوشتهٔ شهاب‌الدین آلوسی، مفسر اهل سنت، آمده که شأن نزول این سوره، مردی به نام ابی بن خلف بسیار غیبت می‌کرد و به مردم تهمت می‌زد.
روایات متفاوتی در فضیلت قرائت این سورهٔ آمده‌است. از جمله این روایات، در حدیث ابی بن کعب نوشته شده‌است، هرکس سورهٔ همزه را قرائت کند، به وی پاداش داده می‌شود. همچنین روایت شده‌است: «هر کس در نمازهایش سورهٔ همزه را قرائت کند، به اندازه دنیا به وی پاداش داده می‌شود.» از دیگر فضیلت‌های این سوره، هر کس این سورهٔ را بیست و یک بار قرائت کند و اگر این سورهٔ را بنویسد و همراه خود داشته باشد، از تهمت و بدگویی به دور است.

## نام‌ها
سورهٔ هُمَزه را به این دلیل همزه نامیده‌اند که این کلمه در آیهٔ اول سوره آمده‌است. نام دیگر آن، لُّمَزَه است که این کلمه هم در آیهٔ اول وجود دارد. نام‌های دیگر این سوره، «ویل لکل همزه» و «الحطمه» است. «همزه» و «لمزه» به معنی کسی است که عیب‌جویی و غیبت می‌کند.
محسن قرائتی در کتاب تفسیر نور در مورد نام سورهٔ همزه نوشته‌است که «هُمَزَةٍ» به معنی عیب‌جویی با چشم، ابرو و اشاره است.

## محتوای سوره
سورهٔ همزه صد و چهارمین سورهٔ قرآن است و ۹ آیه، ۳۳ کلمه و ۱۳۰ حرف دارد. این سوره از مفصلات است که در برخی از روایات از سوره‌های مفصلات با عنوان ریاض القرآن یاد می‌شود. سوره‌های مفصلات به سوره‌های کوتاه گفته می‌شود که در انتهای قرآن قرار دارند. روایتی از محمد نقل شده‌است که خدا هفت سورهٔ طِوال را به جای تورات، سوره‌های مئین را به جای انجیل و سوره‌های مثانی را به جای زبور به من داد و من را با دادن سوره‌های مفصل فزونی بخشید. طوال، به معنی بلند و طولانی است و به هفت سورهٔ بلند قرآن گفته می‌شود و این هفت سوره همگی به جز دو سورهٔ انعام و اعراف، مدنی‌اند. هفت سورهٔ طولانی قرآن، بقره، آل‌عمران، نساء، مائده، انعام، اعراف و توبه است. سوره‌های مثانی، سوره‌هایی هستند که تعداد آیه‌های آنها کمتر از ۱۰۰ است و سوره‌های مئین، سوره‌هایی هستند که تعداد آیه‌های آنها از ۱۰۰ بیشتر نمی‌شود و از لحاظ طولانی بودن از سوره‌های طوال کمتر هستند. سورهٔ همزه یکی از سوره‌های مکی است و این سوره در اشاره به کسانی است که تمام تلاش خود را متوجه جمع مال کرده‌اند و به ثروت خود مغرورند، از دیگران عیب‌جویی و مسخره‌شان می‌کنند. در پایان سوره، از سرنوشت آنها در جهنم سخن می‌گوید.در کتاب تفسیر قرآن مهر نوشته شده‌است که این سوره به سرزنش عیب‌جویان ثروت‌اندوز اشاره دارد. متن سوره با ترجمه مکارم شیرازی، فقیه شیعه، عبارت است از:

 بِسْمِ اللَّهِ الرَّحْمَٰنِ الرَّحِيمِ وَيْلٌ لِكُلِّ هُمَزَةٍ لُمَزَةٍ  الَّذِي جَمَعَ مَالًا وَعَدَّدَهُ  يَحْسَبُ أَنَّ مَالَهُ أَخْلَدَهُ  كَلَّا ۖ لَيُنْبَذَنَّ فِي الْحُطَمَةِ  وَمَا أَدْرَاكَ مَا الْحُطَمَةُ  نَارُ اللَّهِ الْمُوقَدَةُ  الَّتِي تَطَّلِعُ عَلَى الْأَفْئِدَةِ  إِنَّهَا عَلَيْهِمْ مُؤْصَدَةٌ  فِي عَمَدٍ مُمَدَّدَةٍ  

## نزول
سورهٔ همزه که قبل از سورهٔ مرسلات و بعد از قیامت در مکه نازل شده‌است. بر اساس ترتیب نزول مشخص‌شده توسط محمدهادی معرفت، سورهٔ همزه سی و دومین سورهٔ نازل‌شده بر پیامبر اسلام است.
بعضی از مفسران معتقدند این سوره دربارهٔ وَلید بن مُغِیرَه نازل شده‌است که محمد را مسخره می‌کرد و به وی تهمت می‌زد. ناصر مکارم شیرازی، مفسر شیعه، در تفسیر نمونه نوشته‌است افرادی چون ابیّ بن خلف، اخنس بن شریق، جمیل بن عامر، ولید بن مغیره و عاص بن وائل به محمد تهمت می‌زدند و بدگویی می‌کردند و در اینجا بود که خداوند سوره همزه را بر محمد نازل کرد. ابراهیم اقبال در کتاب فرهنگ‌نامه علوم قرآن نوشته‌است این سوره در تذکر به کسانی که از مردم عیب‌جویی می‌کنند، آنها را مسخره می‌کنند، تهمت می‌زنند و ثروت جمع می‌کنند نازل شده‌است.
ولید بن مغیره یکی از پنج نفری بود که محمد را مسخره می‌کرد و خدا به محمد وعده داده بود که از وی محافظت می‌کند. اُبیّ بن خَلَف یکی دیگر از پنج نفر بود. کینه‌ورزی وی از زمان آغاز بعثت محمد شروع شد. ابی همیشه محمد را آزار می‌داد و هر وقت که محمد را در مکه می‌دید، به او می‌گفت: تو را خواهم کشت. ابی بن خلف در غزوه احد توسط محمد کشته شد. اخنَس بن شَریق به اخنس شهرت داشت و کنیه وی را ابوثعلبه گفته‌اند. وی از قبیله بنی علاج و هم‌پیمان با طایفه بنی زهره بود. اخنس وقتی که برای غزوه بدر به مدینه رفته بود، از این نبرد کناره گرفت و به مکه بازگشت و به همین دلیل به اخنس شهرت یافت.
به نقل از سدی، آیه‌های ابتدایی سورهٔ همزه دربارهٔ اخنس بن شریق نازل شده‌است. به گفته محمدبن کعب، اخنس از اسود بن عبد یغوث پرسید: آیا خداوند سرّ ما را می‌شنود؟ اسود پاسخ داد: آنچه را در درون خود پنهان داریم، نمی‌شنود؛ اما نجوا و سخن آهسته را می‌شنود که بعد از آن، این آیه نازل شد: «ام یَحسَبونَ انّا لانَسمَعُ سِرَّهُم و نَجوهُم». «عاص بن وائل» از قبیله قریش بود و یکی از افرادی بود که محمد را مسخره می‌کرد. براساس نقلی، سورهٔ همزه دربارهٔ جمیل بن عامر نازل شده‌است.
«أمیة بن خلف» یکی دیگر از کسانی بود که محمد را مسخره می‌کرد و از طایفه بنی جُمَح بود. بعد از بعثت محمد، وی مسخره کردن، عیب‌جویی و اذیت کردن او را آغاز کرد. وی در محاصرهٔ خانهٔ محمد و تعقیب او تا دهانهٔ غار ثور حضور داشت. تاریخ‌نگاران و مفسران، وی را از «مستهزئین» دانسته‌اند. امیه پس از هجرت محمد بر همین شیوه ماند و در غزوه بدر به همراه پسرش به گردآوری غنیمت پرداخته بود. امیه به عبدالرحمن بن عوف گفت: اگر من و فرزندم را به اسارت بگیری و مانع کشته‌شدن ما شوی، برای آزادی خود شتران پر شیر فدیه خواهیم داد که از جمع‌آوری زره برای تو سودمندتر است. عبدالرحمن آن دو را به محمد رساند. در مورد کشته‌شدن امیه اختلاف است؛ در کتاب المغازی نوشته شده‌است که حُباب بن مُنذر و خُبَیبَ بن یساف به تحریک بلال حبشی وی را کشته‌اند و تلاش عبدالرحمن بن عوف برای کشته‌نشدن امیه و پسرش بی‌نتیجه بوده‌است. در کتاب الاشتقاق نوشته شده‌است که امیه و فرزندش به دست بلال حبشی و مردی انصاری کشته شده‌اند.

## تفسیر

### آیه اول
بِسْمِ اللَّهِ الرَّحْمَٰنِ الرَّحِيمِ وَيْلٌ لِكُلِّ هُمَزَةٍ لُمَزَةٍ  

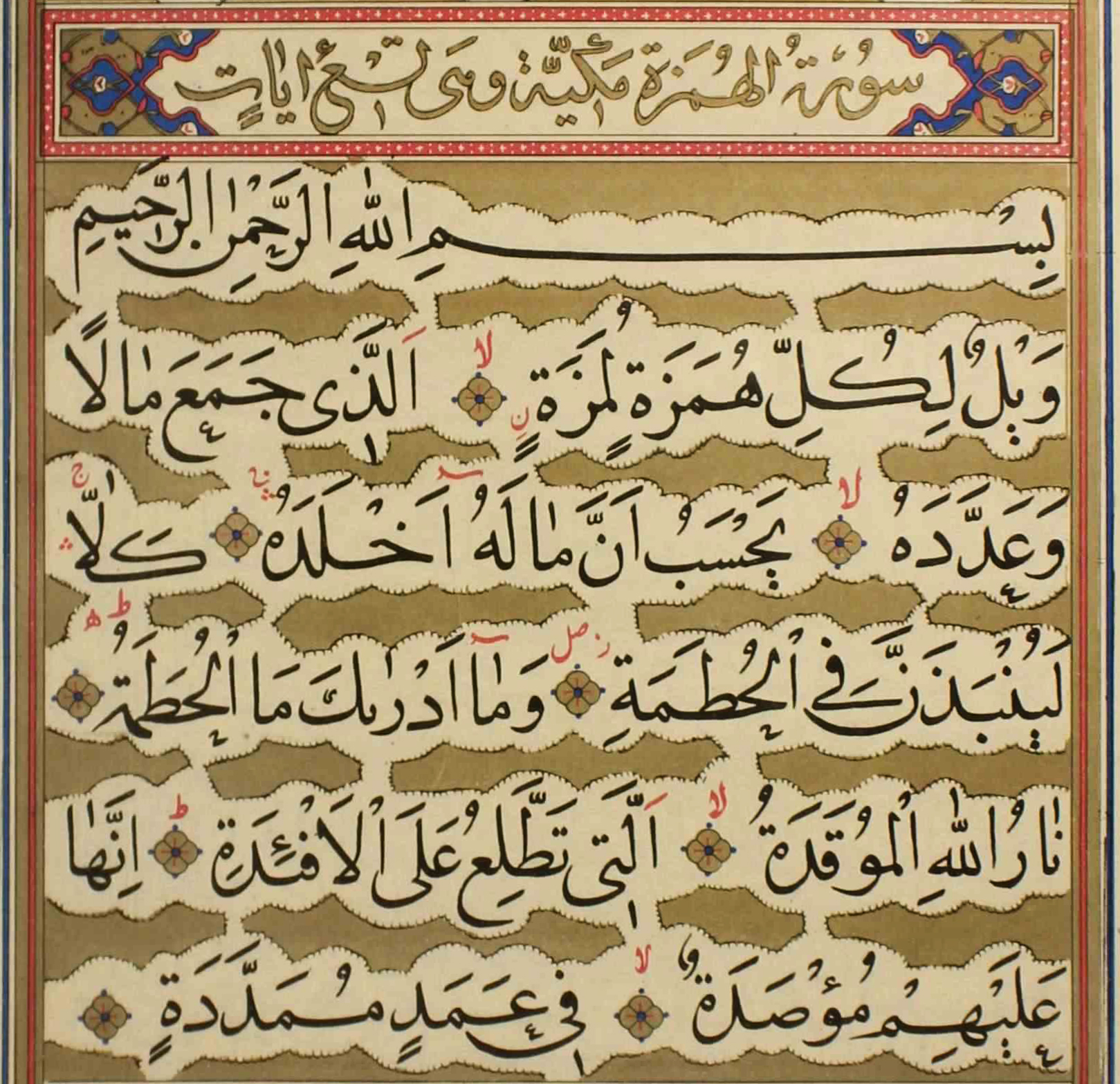
قرآن اثرِ میرزا احمد نیریزی؛ کتابت: ۱۱۱۷ ه‍. ق، اواخر دورهٔ صفوی؛ نگاه‌داری‌شده درکتابخانهٔ کاخ گلستان؛ معروف به قرآن آریامهری یا پهلوی. در این مصحف، سورهٔ همزه مکی دانسته شده‌است.

طبق کتاب‌های تفسیری شیعه شامل، تفسیر المیزان، تفسیر نمونه و تفسیر نور، آیهٔ اول کسانی را که عیب‌جو هستند، مردم را مسخره می‌کنند و غیبت می‌کنند سرزنش کرده‌است. در تفسیر نور برای این آیه پیام‌ها و نتیجه‌هایی آمده که یکی از خطرهای ثروت‌اندوزی، تحقیر کردن دیگران است و مسلمان باید مراقب زبان و چشم خود باشد. کلمهٔ ویل به معنی هلاکت و بعضی به معنی انواع عذاب تفسیر کرده‌اند. این کلمه در قرآن چهل بار ذکر شده‌است.

### آیه دوم
الَّذِي جَمَعَ مَالًا وَعَدَّدَهُ  
آیهٔ دوم به کسانی اشاره کرده و آنها را سرزنش کرده‌است که تنها در حال جمع کردن ثروت هستند.

### آیه سوم، چهارم و پنجم
يَحْسَبُ أَنَّ مَالَهُ أَخْلَدَهُ  كَلَّا ۖ لَيُنْبَذَنَّ فِي الْحُطَمَةِ  وَمَا أَدْرَاكَ مَا الْحُطَمَةُ  
در تفسیر آیه‌های سوم، چهارم و پنجم آمده‌است که انسان‌ها فکر می‌کنند اموال‌شان از بین نمی‌رود و از آنها محافظت می‌کند. اما انسان‌ها اشتباه می‌کنند و انسان‌ها جهنم را به خوبی درک نمی‌کنند. کلمهٔ «حطمة» به معنی خُرد کردن و شکستن کامل است و کلمهٔ «مُؤْصَدَةٌ» به حفره‌ای گفته می‌شود که در کوه ایجاد کنند و درب آن را محکم ببندند. در تفسیر آیه ۸۱ سوره قصص، نشان می‌دهد که ثروت نمی‌تواند به انسان کمک کند.

### آیه ششم و هفتم
نَارُ اللَّهِ الْمُوقَدَةُ  الَّتِي تَطَّلِعُ عَلَى الْأَفْئِدَةِ  
در آیه‌های ششم و هفتم آمده‌است که خدا کسانی را که همیشه تهمت می‌زنند، غیبت می‌کنند و مردم را مسخره می‌کنند، دچار عذاب می‌کند.

### آیه هشتم و نهم
إِنَّهَا عَلَيْهِمْ مُؤْصَدَةٌ  فِي عَمَدٍ مُمَدَّدَةٍ  
در تفسیر آیه‌های پایانی، خداوند چنین کسانی را عذاب می‌دهد و برای آنها راه نجاتی نیست. کلمهٔ «الله» در اصل کلمه‌ای عربی است و پیش از نزول قرآن این اسم در میان مردم عرب بوده‌است. کلمهٔ الله در اصل الإله و از ماده «ألَه یأْلَهُ الوهةً» به معنی عَبَد است.

## فضیلت